# Reimberg
Reimberg (en luxemburguès: Rëmmereg; en alemany: Reimberg) és una vila de la comuna de Préizerdaul, situada al districte de Diekirch del cantó de Redange. Està a uns 24 km de distància de la ciutat de Luxemburg.